# Fondazione italiana per la ricerca sul cancro
La Fondazione Italiana per la Ricerca sul Cancro (FIRC) è un ente privato senza fini di lucro preposto alla raccolta ed alla gestione dei lasciti testamentari in favore della ricerca sul cancro.

## Storia
La FIRC venne costituita nel 1977 da parte dell'AIRC, successivamente viene ufficialmente riconosciuta dallo Stato come ente morale con il Decreto del presidente della Repubblica n° 1041 del 10 dicembre 1980. Nel 1998 FIRC e AIRC istituiscono l'IFOM - Istituto FIRC di Oncologia Molecolare. Dalla sua fondazione ad oggi si stima che la FIRC abbia destinato alla ricerca oncologica italiana 204,4 milioni di euro.
Negli anni molti volti noti dello spettacolo e dello sport si sono offerti di fare gratuitamente da testimonial a sostegno della fondazione, tra di essi Marcello Lippi, Franco Battiato, Carlo Azeglio Ciampi e Gigi Proietti.